# Classe Roon
A Classe Roon foi uma classe de cruzadores blindados operada pela Marinha Imperial Alemã, composta pelo SMS Roon e SMS Yorck. Suas construções começaram em 1902 e 1903 no Estaleiro Imperial de Kiel e nos estaleiros da Blohm & Voss em Hamburgo, foram lançados ao mar em 1903 e 1904 e comissionados na frota alemã em 1905 e 1906. A classe foi encomendada na virada do século como parte de um programa de expansão naval que tinham o objetivo de fazer frente à Marinha Real Britânica e seu foi muito baseado na predecessora Classe Prinz Adalbert, incorporando apenas algumas alterações incrementais, como a adição de mais caldeiras e um comprimento ligeiramente maior.
Os dois cruzadores da Classe Roon eram armados com uma bateria principal composta por quatro canhões de 210 milímetros montados em duas torres de artilharia duplas. Tinham um comprimento de fora a fora de 127 metros, uma boca de vinte metros, um calado de sete metros e um deslocamento carregado de dez mil toneladas. Seus sistemas de propulsão eram compostos por dezesseis caldeiras a carvão que alimentavam três motores de tripla-expansão, que por sua vez giravam três hélices até uma velocidade máxima de 21 nós (39 quilômetros por hora). Os navios também eram protegidos por um cinturão principal de blindagem que tinha de oitenta a cem milímetros de espessura.
Os dois tiveram inícios de carreiras tranquilos como parte das forças de reconhecimento da Frota de Alto-Mar, ocupando-se de exercícios de rotina e cruzeiros internacionais. O Roon foi descomissionado em 1911 e o Yorck em 1913 por serem considerados obsoletos. Foram reativados com o início da Primeira Guerra Mundial em 1914 e colocados de volta nas forças de reconhecimento no Mar do Norte. O Yorck naufragou em novembro depois de bater em minas navais durante uma neblina. O Roon foi transferido para o Mar Báltico em 1915 e atuou contra forças russas em até ser descomissionado em 1916. Foi depois disto usado como navio-escola e alojamento até 1918, sendo desmontado em 1920.

## Desenvolvimento
A Segunda Lei Naval aprovada em 1900 previa uma força de catorze cruzadores blindados para serviço no exterior no império colonial alemão e como batedores para a principal frota de batalha em águas territoriais. O programa de expansão da Marinha Imperial Alemã era direcionado contra a Marinha Real Britânica, na época a maior força naval do mundo. A predecessora Classe Prinz Adalbert serviu de base para os navios seguintes do programa. O projeto destes foi finalizado em 1901 e continha apenas pequenos melhoramentos, com a principal mudança sendo a adição de duas caldeiras, o que aumentou a potência em aproximadamente dois mil cavalos-vapor e necessitou de um casco mais comprido. A equipe de projeto previu que as embarcações seriam 0,5 nó (0,93 quilômetro por hora) mais rápidos em relação a cruzadores anteriores, mas nenhum dos dois alcançou as velocidades desejadas em serviço. Este fracasso se deu principalmente de sua razão de comprimento para boca, resultado das limitações impostas pelas instalações em Wilhelmshaven.
Os cruzadores blindados da Classe Roon tinham as mesmas características básicas que os couraçados pré-dreadnought alemães contemporâneos, incluindo um armamento principal menor e uma bateria secundária mais pesada quando comparados com equivalentes estrangeiros. Além disso, assim como cruzadores blindados alemães predecessores, eram menos protegidos do que seus opostos britânicos. Consequentemente, eles se compararam desfavoravelmente diante de seus contemporâneos britânicos. O historiador John Taylor descreveu os navios como "mal protegidos e uma classe não bem-sucedida em serviço". Eles também ficaram rapidamente obsoletos com o advento de navios mais modernos como cruzadores de batalha, mesmo destino que a maioria dos navios pré-dreadnought em meados da década de 1900. Apesar disto, o projeto da Classe Roon serviu de base para a sucessora Classe Scharnhorst, cruzadores considerados muito melhores e mais equiparáveis às suas contrapartes britânicas.

## Projeto

### Características

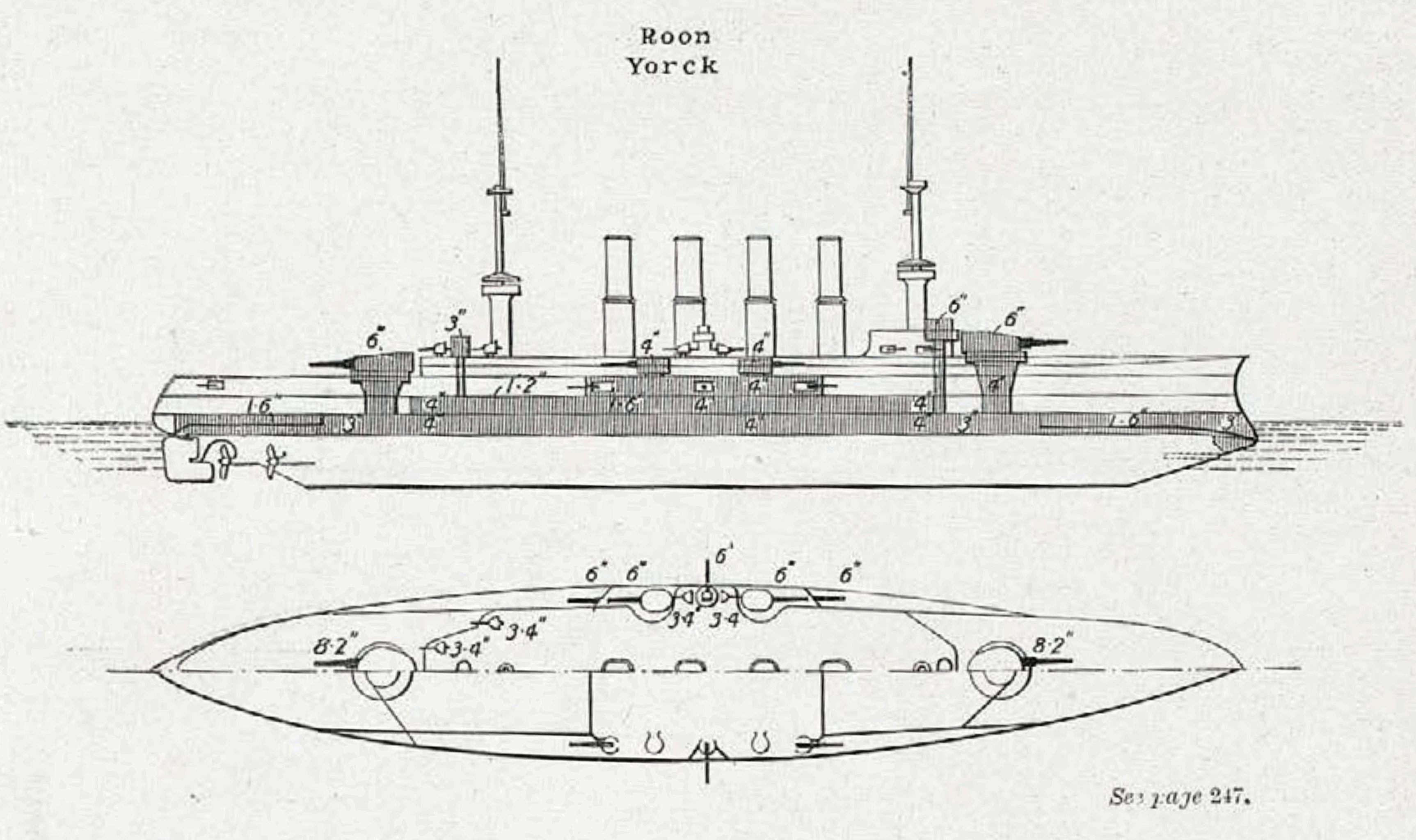
Desenho da Classe Roon

Os cruzadores blindados da Classe Roon tinham 127,3 metros de comprimento da linha de flutuação e 127,8 metros de comprimento de fora a fora. Tinham uma boca de 20,2 metros e um calado de 7,76 metros. O deslocamento normal era de 9 533 toneladas, enquanto o deslocamento carregado chegava a 10 266 toneladas. Seus cascos foram construídos com armações de aço transversais e longitudinais que formavam uma estrutura sobre a qual as placas de aço externas do casco foram rebitadas. Os cascos eram subdivididos em doze compartimentos estanques e tinham um fundo duplo que corria por sessenta por cento de seus comprimentos.
Foi considerado que o Roon e o Yorck eram embarcações com uma boca navegabilidade, tendo movimentos gentis no mar quando seus depósitos de carvão estavam cheios. Tinham uma boa manobrabilidade e eram responsivos ao timão, com a direção sendo controlada por um único leme. Os navios perdiam até sessenta por cento de suas velocidades com o leme totalmente virado. As casamatas da bateria secundária foram colocadas muito próximas da linha de flutuação, consequentemente ficavam muito molhadas e praticamente inutilizáveis em mares bravios. A altura metacêntrica era de 1,04 metro. A tripulação padrão era formada por 35 oficiais e 598 marinheiros. Quando serviam de capitânia de esquadra a tripulação crescia em treze oficiais e 62 marinheiros, enquanto como capitânia do segundo em comando os números cresciam em nove oficiais e 44 marinheiros.
O sistema de propulsão era composto por três motores de tripla-expansão com três cilindros, cada um girando uma hélice. A central tinha 4,5 metros de diâmetro, enquanto as laterais tinham 4,8 metros. O vapor vinha de dezesseis caldeiras de tubos d'água a carvão fabricadas pela Düsseldorf-Ratinger Röhrenkesselfabrik. Cada caldeira tinha quatro fogões, totalizando 64. A exaustão era canalizada para quatro chaminés. A potência indicada era de dezenove mil cavalos-vapor (catorze mil quilowatts) para uma velocidade máxima de 22 nós (41 quilômetros por hora), porém nenhum dos dois navios alcançou este valor; o Roon chegou a 21,1 nós (39,1 quilômetros por hora) em seus testes marítimos, já o Yorck chegou a apenas 20,4 nós (37,8 quilômetros por hora). Tinham quatro turbogeradores que produziam 260 quilowatts de energia elétrica a 110 volts.

### Armamento
O armamento principal consistia em quatro canhões calibre 40 de 210 milímetros montados em duas torres de artilharia duplas, uma à vante e outra à ré da superestrutura. As torres eram do tipo DrL C/01 e eram operadas hidraulicamente. Os canhões podiam abaixar até cinco graus negativos e elevar até trinta graus. Disparavam um projétil de 108 quilogramas a uma velocidade de saída de 780 metros por segundo para um alcance máximo de 16,2 quilômetros. Cada navio tinha um carregamento de 380 projéteis.
A bateria secundária tinha dez canhões calibre 40 de 149 milímetros, quatro montados em torres de artilharia únicas e seis em casamatas à meia-nau. Disparavam projéteis de quarenta quilogramas a uma velocidade de saída de oitocentos metros por segundo. Tinham uma elevação máxima de trinta graus, o que proporcionava um alcance de 13,9 quilômetros. A bateria terciária contra barcos torpedeiros tinha catorze canhões calibre 35 de 88 milímetros instalados em montagens individuais dentro de casamatas na superestrutura. Disparavam projéteis de sete quilogramas a uma velocidade de saída de 770 metros por segundo. As armas tinham uma elevação máxima de 25 graus para um alcance de 9,1 quilômetros. Cada cruzador tinha um carregamento de 1,6 mil projéteis de 149 milímetros e 2,1 mil projéteis de 88 milímetros.
Por fim, como era costume para navios de guerra da época, a Classe Roon também foi equipada com quatro tubos de torpedo de 450 milímetros. Estes eram todos submersos e montados diretamente no casco, ficando um localizado na proa, um na popa e um em cada lateral. O modelo de torpedo usado era o C/03 com uma ogiva de 147,5 quilogramas e duas configurações de alcance e velocidade: 1,5 quilômetro a 31 nós (57 quilômetros por hora) ou três quilômetros a 26 nós (48 quilômetros por hora).

### Blindagem
A blindagem da Classe Roon era feita de aço cimentado Krupp. O cinturão principal na linha de flutuação tinha cem milímetros de espessura à meia-nau, onde as áreas mais importantes dos navios ficavam. A espessura diminuía para oitenta milímetros à vante e à ré da seção central. Atrás ficavam tábuas de teca com 55 milímetros. A blindagem lateral também tinha cem milímetros na altura do convés das casamatas. O convés blindado tinha de quarenta a sessenta milímetros de espessura e se conectava ao cinturão principal por uma blindagem inclinada de quarenta a cinquenta milímetros. A torre de comando de vante era protegida por laterais de 150 milímetros e teto de trinta milímetros. A torre de comando de ré era bem menos protegida, tendo laterais de apenas oitenta milímetros e teto de vinte milímetros. As torres de artilharia principais tinha placas de aço de 150 milímetros nas laterais e trinta milímetros nos tetos. As torres de artilharia secundárias tinham proteção de cem milímetros nas laterais e escudos de oitenta milímetros.

## Navios
| Navio | Construtor                 | Homônimo                    | Batimento            | Lançamento          | Comissionamento        |
| ----- | -------------------------- | --------------------------- | -------------------- | ------------------- | ---------------------- |
| Roon  | Estaleiro Imperial de Kiel | Albrecht von Roon           | 1º de agosto de 1902 | 27 de junho de 1903 | 5 de abril de 1906     |
| Yorck | Blohm & Voss               | Ludwig Yorck von Wartenburg | 25 de abril de 1903  | 14 de maio de 1904  | 21 de novembro de 1905 |

## Carreiras

### Tempos de paz

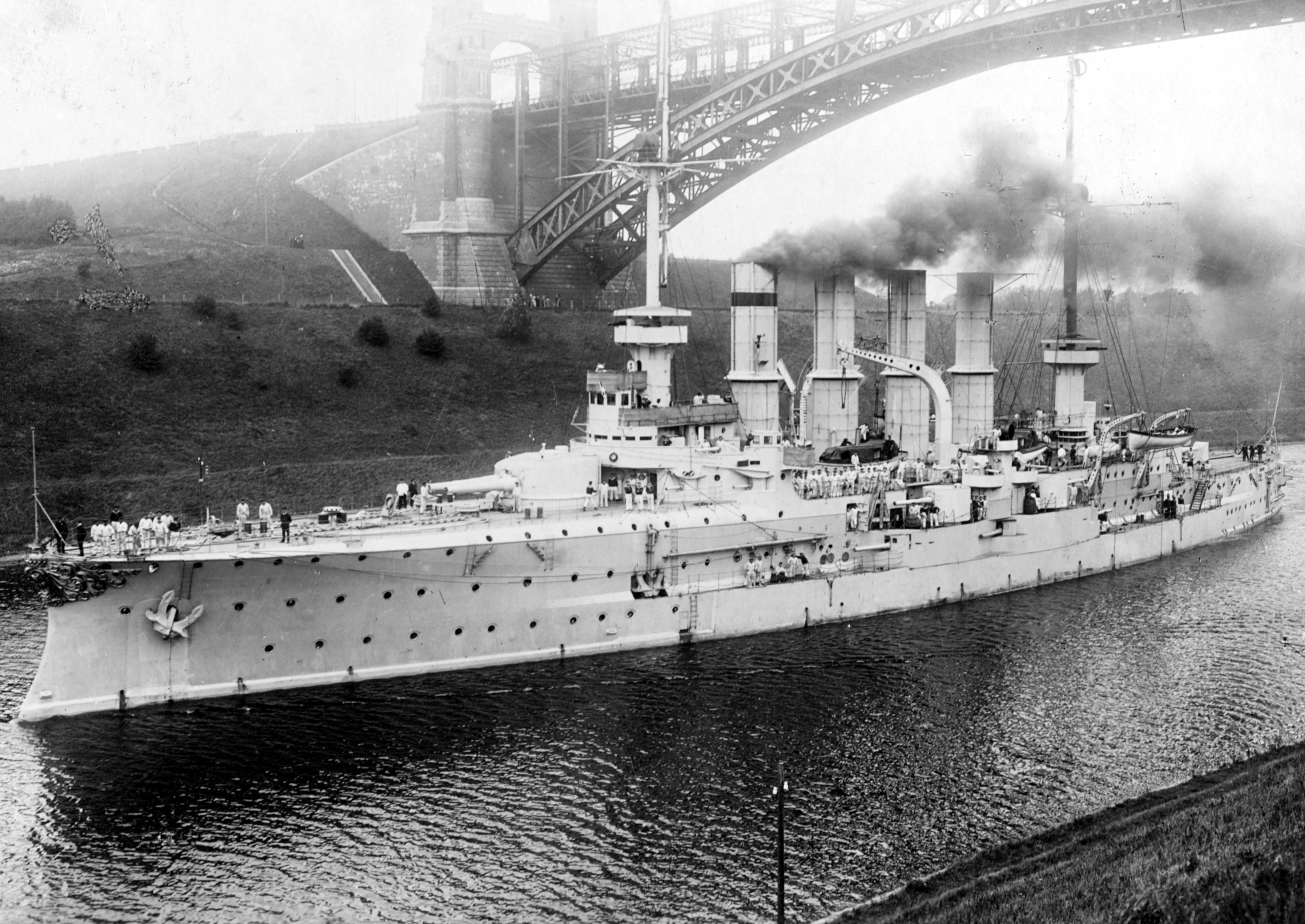
O Yorck em 1909

O Yorck foi designado para o I Grupo de Reconhecimento da Frota de Alto-Mar. Serviu como capitânia da formação durante boa parte do seu início de carreira. O Roon também foi designado para o I Grupo de Reconhecimento ao entrar em serviço e atuou muitas vezes como capitânia do segundo em comando, alternando nesta função com o cruzador blindado SMS Friedrich Carl. O Roon realizou uma viagem aos Estados Unidos em 1907 com o objetivo de representar a Alemanha na Exposição de Jamestown. Os dois navios da classe realizaram grandes cruzeiros pelo Oceano Atlântico no final da década de 1900 junto com o I Grupo de Reconhecimento ou com toda a Frota de Alto-Mar. Além destas viagens, eles passavam a maior parte de seu tempo em exercícios de treinamento de rotina. O Roon foi descomissionado em setembro de 1911 para dar lugar aos mais modernos cruzadores de batalha. O Yorck colidiu com o barco torpedeiro SMS S178 em março de 1913, com este naufragando em consequência. O cruzador também foi descomissionado pouco depois, com a maior parte de sua tripulação sendo transferida para o recém-comissionado cruzador de batalha SMS Seydlitz.

### Primeira Guerra
A Primeira Guerra Mundial começou em julho de 1914 e os dois cruzadores foram reativados e colocados no III Grupo de Reconhecimento, inicialmente designado para a Frota de Alto-Mar no Mar do Norte, o Roon como capitânia. Ambos escoltaram a Frota de Alto-Mar em novembro quando esta foi dar suporte distante para o I Grupo de Reconhecimento durante um bombardeio do litoral britânico. Retornaram para Wilhelmshaven na noite do dia 3 e encontraram uma espessa neblina, sendo forçados a ancorar na Rada de Schillig do lado de fora do porto e esperar a fim de evitarem os campos minados defensivos que tinham sido criados do lado de fora. Em determinado momento o oficial comandante do Yorck decidiu que a visibilidade tinha melhorado o suficiente para tentar entrar no porto, porém um erro de navegação o fez entrar em um dos campos minados. O navio bateu em duas minas navais em rápida sucessão e afundou, matando a maior parte de sua tripulação. O Roon continuou a operar com a frota principal e participou em dezembro de mais uma operação de bombardeio litorâneo. Ele brevemente encontrou dois contratorpedeiros inimigos durante a ação, mas nenhum dos lados abriu fogo.
Ficou claro para o comando naval alemão no início de 1915 que embarcações antigas como o Roon não eram protegidas o suficiente para enfrentarem a poderosa Grande Frota britânica, assim o III Grupo de Reconhecimento foi transferido em abril para o Mar Báltico, onde foi dissolvido e seus navios usados para formar as Forças de Reconhecimento do Báltico, com o Roon ficando de capitânia do segundo em comando. Depois disso participou de uma série de operações ofensivas contra a Marinha Imperial Russa, começando em maio com um ataque conjunto de marinha e exército contra Libau. Em seguida fez varreduras pelo Báltico central entre maio e junho com o objetivo de pegar navios russos, culminando com a Batalha das Ilhas Åland no início de julho. Nesta, cruzadores russos atacaram várias embarcações alemãs em uma operação de criação de campos minados, com o Roon sendo enviado para ajudá-los. Ele enfrentou o cruzador blindado russo Bayan e o acertou uma vez, mas por sua vez foi atingido várias vezes e forçado a recuar.
O Roon participou em agosto de 1915 da Batalha do Golfo de Riga, quando bombardeou posições russas na Península de Sworbe na companhia do cruzador blindado SMS Prinz Heinrich. Os dois depois disso surpreenderam um grupo de contratorpedeiros russos, com o Roon danificando um deles enquanto fugiam. A ameaça cada vez maior de submarinos britânicos no Báltico convenceu o comando naval alemão no final do ano de que os cruzadores blindados restantes deveriam ser tirados de serviço. O Roon foi desarmado em 1916 e usado como navio-escola e alojamento flutuante pelo restante da guerra. Trabalhos de projeto começaram em 1916 para convertê-lo em um porta-hidroaviões, com os trabalhos sendo previstos para durarem vinte meses entre 1917 e 1918. Foi removido do registro naval em 25 de novembro de 1920 e desmontado no ano seguinte.